# Francisco Cabello Luque
Francisco Cabello Luque (La Zubia, Granada, 20 de maig de 1969), també conegut com a Francis Cabello, fou un ciclista espanyol, professional entre 1990 i 2006. El seu major èxit esportiu fou una victòria d'etapa al Tour de França de 1994.
El 2006, en el marc de l'Operació Port, fou identificat per la Guàrdia Civil com a client de la xarxa de dopatge liderada per Eufemiano Fuentes, sota el nom en clau Cabello. Cabello no fou sancionat per la Justícia espanyola en no ser el dopatge un delicte a Espanya en aquell moment, i tampoc va rebre cap sanció esportiva en negar-se el jutge instructor del cas a facilitar als organismes esportius internacionals (AMA, UCI) les proves que demostrarien la seva implicació com a client de la xarxa de dopatge.

## Palmarès
- 1992
  - 1r al Memorial Manuel Galera
- 1994
  - Vencedor d'una etapa del Tour de França
- 1995
  - Vencedor d'una etapa de la Volta a Andalusia
- 1996
  - 1r a la Challenge de Mallorca i vencedor del Trofeu Calvià i del Trofeu Sòller
  - Vencedor d'una etapa de la Volta a La Rioja
- 1999
  - 1r al Trofeu Calvià
- 2000
  - 1r a la Challenge de Mallorca i vencedor del Trofeu Sòller
  - Vencedor d'una etapa de la Volta a Múrcia
- 2001
  - Vencedor d'una etapa de la Volta a Múrcia
- 2002
  - 1r a la Challenge de Mallorca
- 2005
  - 1r a la Volta a Andalusia
- 2006
  - 1r al Premi d'Armilla

### Resultats al Tour de França
- 1994. 87è de la classificació general. Vencedor d'una etapa
- 1995. Abandona (9a etapa)
- 1996. 102è de la classificació general
- 1997. 108è de la classificació general
- 1998. Abandona (18a etapa)
- 2002. 111è de la classificació general

### Resultats a la Volta a Espanya
- 1990. 118è de la classificació general
- 1991. 95è de la classificació general
- 1994. 68è de la classificació general
- 1995. 64è de la classificació general
- 1996. 94è de la classificació general
- 1998. 80è de la classificació general
- 1999. 81è de la classificació general
- 2000. 83è de la classificació general
- 2001. 75è de la classificació general
- 2003. 113è de la classificació general
- 2004. 102è de la classificació general

### Resultats al Giro d'Itàlia
- 1993. 111è de la classificació general
- 1997. 81è de la classificació general
- 1999. 68è de la classificació general